# Dioxyna hyalina
Dioxyna hyalina är en tvåvingeart som beskrevs av Hardy och Drew 1996. Dioxyna hyalina ingår i släktet Dioxyna och familjen borrflugor. Inga underarter finns listade i Catalogue of Life.